# La bella mafia
La bella mafia è il terzo album in studio della rapper statunitense Lil' Kim, pubblicato nel 2003.
I singoli per questo album sono The Jump Off con Mr. Cheeks, Magic Stick con 50 Cent e Came Back for You.

## Tracce
1. Intro
2. Hold It Now  (ft. Havoc)
3. Doing It Way Big
4. Can't Fuck with Queen Bee  (ft. Governor & Shelene Thomas)
5. Hollyhood Skit
6. Shake Ya Bum Bum  (ft. Lil' Shanice)
7. This Is Who I Am  (Swizz Beatz & Mashonda)
8. The Jump Off  (ft. Mr. Cheeks)
9. This Is a Warning
10. (When Kim Say) Can You Hear Me Now?  (ft. Missy Elliott)
11. Thug Luv  (ft. Twista)
12. Magic Stick  (ft. 50 Cent)
13. Get In Touch with Us  (ft. Styles P)
14. Heavenly Father  (ft. Hillary Weston)
15. Tha Beehive  (ft. Reeks, Bunky S.A., Vee & Saint from The Advakids)
16. Came Back for You